# Sant Joan de Dossorons
Sant Joan de Dossorons, o de Dosserons, o del Pla de Cirac, o de Noceres, és una antiga ermita del segle xiii, del terme comunal de Codalet, a la comarca del Conflent, de la Catalunya del Nord.
És situada per dessobre a uns 650 metres de distància al sud-oest de Codalet i a uns 500 a llevant de Cirac, en el lloc anomenat Pla de Cirac.

## Història
El lloc apareix documentat per primera vegada l'any 950 com a possessió de l'abadia de Sant Miquel de Cuixà; la forma original del topònim era Duas Sorores (strata publica cum dicum Duas Sorores, reproduït a Catalunya carolíngia vol. II p. 326, 454), i hom ha suggerit que podria derivar de dues roques o megàlits bessons a la zona. L'església és esmentada per primer cop el 1350 com a "ecclesia Sancti Johannis", però la proximitat amb la de Codalet hauria fet que Sant Joan mai no hagués estat gaire freqüentada. El 1450 se'n parla com de "capella hemeritana", quan ja faria funcions d'ermita; i la posterior edat d'or de l'eremitisme al Rosselló (al segle XVII) possiblement en consagrà la funció. El 1849 i el 1973 s'hi van fer restauracions d'importància, amb més voluntat que coneixements tècnics. En l'actualitat és de propietat privada de la família Lafabrègue i teòricament visitable.
L'edifici és de dimensions reduïdes i a la coberta hi ha un campanar d'espadanya.

## El ramellet de Sant Joan i l'ermita
Una tradició present al Conflent i al Rosselló és la de collir herbes per Sant Joan, ben de matí i un cop extintes les fogueres. A alguns pobles del Conflent, com Codalet, Prada Rià i Cirac, la gent aplega herbes a partir de les sis del matí, a camins i prats, i un cop beneït a Sant Joan de Dossorons el ramellet confegit, el conserva per a protegir les cases dels llamps i el planta en el naixement d'un infant; el ram de l'any anterior es crema quan hom té el nou. Les plantes collides varien segons el lloc, i l'escassedat progressiva d'algunes espècies ha ocasionat adaptacions locals. Un aplec de plantes pel ram podria ser: camamilla, serverola, herba de Sant Joan i fulla de noguera. Un altre, específic de Montoriol seria compost per crespinell, herba de Sant Joan, hipèric i fulles de noguera.